# Francisco José Pérez y Fernández-Golfín

Wappen von Francisco José Pérez y Fernández-Golfín

Francisco José Pérez y Fernández-Golfín (* 12. Februar 1931 in Madrid; † 24. Februar 2004 in Getafe) war ein spanischer Geistlicher und Bischof von Getafe.

## Leben
Francisco José Pérez y Fernández-Golfin empfing am 26. Mai 1956 die Priesterweihe.
Johannes Paul II. ernannte ihn am 20. März 1985 zum Weihbischof in Madrid und Titularbischof von Tigillava. Der Erzbischof von Madrid, Ángel Suquía Goicoechea, spendete ihm am 11. Mai  desselben Jahres die Bischofsweihe; Mitkonsekratoren waren Vicente Kardinal Enrique y Tarancón, Alterzbischof von Madrid, und Antonio Innocenti, Apostolischer Nuntius in Spanien. 
Als Wahlspruch wählte er Libentissime impendam et superimpemdar ipse pro animabus vestris. Der Papst ernannte ihn am 23. Juli 1991 zum Bischof von Getafe.